# Ommatius frauenfeldi
Ommatius frauenfeldi là một loài ruồi trong họ Asilidae. Ommatius frauenfeldi được Schiner miêu tả năm 1868. Loài này phân bố ở miền Ấn Độ - Mã Lai.